# Torneo de Washington 2013
El Citi Open 2013 es un torneo de tenis. Pertenece al ATP Tour 2013 en la categoría ATP World Tour 500, y al WTA Tour 2013 en la categoría WTA International. El torneo tendrá lugar en la ciudad de Washington, Estados Unidos, desde el 27 de julio hasta el 4 de agosto de 2013, el cual pertenece a un conjunto de torneos que conforman al US Open Series 2013.

## Cabezas de serie

### Individual masculino
| Tenista               | Ranking | Preclasificada |
| Juan Martín del Potro | 7       | 1              |
| Kei Nishikori         | 11      | 2              |
| Tommy Haas            | 12      | 3              |
| Milos Raonic          | 13      | 4              |
| Gilles Simon          | 16      | 5              |
| Sam Querrey           | 20      | 6              |
| Kevin Anderson        | 21      | 7              |
| John Isner            | 22      | 8              |

- Los cabezas de serie, están basados en el ranking ATP del 22 de julio de 2013.

### Individual femenino
| Tenista              | Ranking | Preclasificada |
| Angelique Kerber     | 9       | 1              |
| Sloane Stephens      | 15      | 2              |
| Yekaterina Makarova  | 26      | 3              |
| Alizé Cornet         | 30      | 4              |
| Sorana Cîrstea       | 32      | 5              |
| Mona Barthel         | 33      | 6              |
| Magdaléna Rybáriková | 39      | 7              |
| Madison Keys         | 44      | 8              |

- Los cabezas de serie, están basados en el ranking WTA del 22 de julio de 2013.

### Dobles masculinos
| Tenista                        | Ranking | Preclasificada |
| Bob Bryan Mike Bryan           | 2       | 1              |
| Alexander Peya Bruno Soares    | 14      | 2              |
| Robert Lindstedt Daniel Nestor | 29      | 3              |
| Ivan Dodig Marcelo Melo        | 36      | 4              |

- Los cabezas de serie, están basados en el ranking ATP del 22 de julio de 2013.

### Dobles femenino
| Tenista                        | Ranking | Preclasificada |
| Shuko Aoyama Vera Dushevina    | 81      | 1              |
| Irina Falconi Eva Hrdinová     | 154     | 2              |
| Anna Tatishvili Heather Watson | 195     | 3              |
| Ivan Dodig Jessica Pegula      | 209     | 4              |

- Los cabezas de serie, están basados en el ranking WTA del 22 de julio de 2013.

## Campeones

### Individual Masculino
Juan Martín del Potro  venció a  John Isner por 3-6, 6-1, 6-2

### Individual Femenino
Magdaléna Rybáriková  venció a  Andrea Petković por 6-4, 7-6(2)

### Dobles Masculino
Julien Benneteau  /  Nenad Zimonjić vencieron a  Mardy Fish  /  Radek Štepánek por 7-6(5), 7-5

### Dobles Femenino
Shuko Aoyama  /  Vera Dushevina vencieron a  Eugenie Bouchard  /  Taylor Townsend por 6-3, 6-3